# Eugen Kölbing
Eugen Kölbing, född 21 september 1846 i Herrnhut, Sachsen, död 9 augusti 1899 i Herrenalb, Schwarzwald, var en tysk germanist.
Kölbing blev 1880 extra ordinarie och 1886 ordinarie professor i engelska språket och litteraturen vid universitetet i Breslau. Han var flitigt verksam som utgivare av texter (fornnordiska sagor, engelsk medeltidslitteratur, George Gordon Byrons arbeten) och författade åtskilliga arbeten i jämförande litteraturhistoria med mera. Han grundlade "Altenglische Bibliothek" och "Englische Studien" (1877 ff.), i vilken sistnämnda hans biografi läses i 27:e bandet (1900).